# Young Rock
Young Rock es una serie de televisión estadounidense de comedia de situación creada por Nahnatchka Khan y Dwayne Johnson. La serie está basada en la propia vida del luchador profesional y actor Johnson. La serie se estrenó en NBC el 16 de febrero de 2021. La serie ha recibido en general críticas positivas por parte de los críticos. En junio de 2023, la serie fue cancelada tras tres temporadas.

## Elenco y personajes

### Principales
- Dwayne Johnson como el mismo
  - Adrian Groulx como Dwayne Johnson de 10 años
  - Bradley Constant como Johnson de 15 años
  - Uli Latukefu como Johnson de 18 a 20 años
- Joseph Lee Anderson como Rocky Johnson
- Stacey Leilua como Ata Johnson
- Ana Tuisila como Lia Maivia
- Matthew Willig como André the Giant (temporada 2-presente; recurrente temporada 1)[4]

### Recurrentes

#### 1982
(NOTA: Todos los personajes recurrentes de la lucha libre que aparecen en 1982 también aparecen en 1987 y los 90)
- Brett Azar como The Iron Sheik[5]
- Nate Jackson como Junkyard Dog[5]
- Kevin Makely como Randy Savage
- Fasitua Amosa y John Tui como Sika y Afa Anoa'i, mejor conocidos como The Wild Samoans
- Wayne Mattei como Sgt. Slaughter
- Kiff VandenHeuvel como Pat Patterson (temporada 2-presente)
- Josh Thomson como Bob, asistente de Lia Maivia
- Ronny Chieng como Greg Yao
- Sarah Gattelleri como Miss Elizabeth (temporada 2)
- Dave T. Koenig como Mean Gene Okerlund (temporada 2)
- Antuone Torbert como Tony Atlas (temporada 2)
- Jacob Hadley como «Chuck»/Jeff Cohen (temporada 3)
- Jason Devon Jenkins como Mr. T (temporada 3)
- Pete Gardner como Liberace (temporada 3)
- Brock O'Hurn como Hulk Hogan (temporada 3)
- Mike Holley como Lars Anderson (temporada 3)

#### 1987
- Lexie Duncan como Karen, la novia adolescente de The Rock.
- Bryan Probets como el Director Boggs
- Stephen Adams como Kevin, el rival del The Rock adolescente.
- Matthew Farrelly como Ric Flair
- Jade Drane como Roddy Piper (temporada 1)
  - Ben Vandermay interpreta a Roddy Piper en la tercera temporada.
- Adam Ray como Vince McMahon (temporada 2-presente)
- Taj Cross como Gabe, El mejor amigo de Dwayne en la escuela.
- Genevieve Hegney como Diane, La empleadora de Ata.
- Ryan Pinkston como Downtown Bruno (temporada 2-presente)
- Greg Larsen como Bob Owens (temporada 2)

#### 1990s
- Emmett Skilton como Ed Orgeron
- Wavyy Jones como Russell Maryland
- Rich Morrow como Michael Irvin
- Lovensky Jean-Baptiste como el miembro de 2 Live Crew, Uncle Luke
- Robert Crayton como Warren Sapp
- Joshua Hoyo Jr como Mario Cristóbal
- Montez Wilkins como Jesse Armstead
- Victor Gralak como Doug Flutie (temporada 2)
- Lucas Tranchitella como Jeff Garcia (temporada 2)
- Arlyn Broche como Dany Garcia (temporada 2-presente)
- Mark Casamento como Wally Buono (temporada 2)
- Mana Tatafu como Uncle King Tonga (temporada 2)
- Luke Hawx como Stone Cold Steve Austin (temporada 2-presente)
- Thuso Lekwape como Chilly Willy
- James Wright como Billy Crane
- Sam Ball como Mick Foley/Mankind (temporada 3)
- Nicholas Bernardi como Bret «the Hitman» Hart (temporada 3)

#### 2030s
- Randall Park como versión futura de él mismo, ahora un presentador de espectáculos.
- Kenny Smith como una versión futura de él mismo, ahora un presentador de programas deportivos.
- Rosario Dawson como la General Monica Jackson, la candidata a vicepresidenta de la campaña presidencial de Dwayne Johnson.
- Ata Johnson hace un cameo como ella misma durante una entrevista entre Dwayne y Randall.
- Ed Orgeron aparece como él mismo durante una entrevista entre Dwayne y Kenny Smith.
- Chelsey Crisp como Casey, miembro del equipo de campaña de Dwayne (temporada 2)
- Christopher Chen como Sandy, miembro del equipo de campaña de Dwayne (temporada 2)
- Michael Torpey como Senador/Presidente Brayden Taft, oponente de Dwayne (temporada 2-presente)
- Jenna Kanell como Jamie, la camarógrafa de The Straight Line with Randall Park (temporada 2, episodios 4 y 11)
- Dawnn Lewis como primera ministra Angela Honig (temporada 3)

## Episodios

### Temporadas
| Temporada | Temporada | Episodios | Episodios | Emisión original        | Emisión original        |
| Temporada | Temporada | Episodios | Episodios | Primera emisión         | Última emisión          |
| --------- | --------- | --------- | --------- | ----------------------- | ----------------------- |
|           | 1         | 11        | 11        | 16 de febrero de 2021   | 4 de mayo de 2021       |
|           | Especial  | Especial  | Especial  | 15 de diciembre de 2021 | 15 de diciembre de 2021 |
|           | 2         | 12        | 12        | 15 de marzo de 2022     | 24 de mayo de 2022      |
|           | 3         | 13        | 13        | 4 de noviembre de 2022  | 24 de febrero de 2023   |

### Primera temporada (2021)
| N.º en serie | N.º en temp. | Título                               | Dirigido por    | Escrito por                   | Fecha de emisión original | Código de prod. | Audiencia (millones) |
| --- | ------------ | ------------------------------------ | --------------- | ----------------------------- | ------------------------- | --------------- | -------------------- |
| 1 | 1            | «Work The Gimming»                   | Nahnatchka Khan | Jeff Chiang & Nahnatchka Khan | 16 de febrero de 2021     | 101             | 5,32                 |
| En 2032, Dwayne «The Rock» Johnson se presenta como candidato a la presidencia de los Estados Unidos. Para demostrar que es como el americano de a pie, se sienta a entrevistar a Randall Park, ahora periodista, y empieza a hablar de su infancia. Johnson recuerda su vida de niño en Hawai, donde su famoso padre Rocky Johnson, un luchador, acaba de ganar una lucha; más tarde van a casa de la madre de Rocky para hablar con el resto de la familia, para consternación de la madre de Johnson. A continuación, Johnson rememora sus años de adolescencia en Pensilvania, en los que intentaba impresionar a las chicas robando y haciéndose pasar por rico, mientras lidiaba con los problemas de sus padres para obtener ingresos. Johnson también rememora sus años universitarios, jugando para los Miami Hurricanes, pero no antes de que su padre se presente en el gimnasio del equipo intentando que su hijo quede bien. |              |                                      |                 |                               |                           |                 |                      |
| 2 | 2            | «On the Road Again»                  | Daina Reid      | Jeff Chiang & Nahnatchka Khan | 23 de febrero de 2021     | 106             | 3,61                 |
| Continuando con el episodio anterior, Johnson sigue hablando de su pasado en la entrevista con Park. Como estudiante de secundaria en la Pensilvania de 1987, Johnson sigue mintiendo sobre su riqueza para impresionar a las chicas, concretamente a una chica popular llamada Karen. Le pide que vaya a una cita a la pelea de lucha libre de su padre, pero cuando asisten al combate, se dan cuenta de que está en medio de un mercadillo con muy pocos espectadores. A pesar de que este evento es ligeramente embarazoso para Johnson, Karen lo encuentra interesante y continúa saliendo con él. Mientras tanto, Ata, la madre de Johnson, sale con un cliente rico al que le limpia la casa. |              |                                      |                 |                               |                           |                 |                      |
| 3 | 3            | «Forward, Together»                  | Jeffrey Walker  | Jen D'Angelo                  | 2 de marzo de 2021        | 102             | 3,22                 |
| Hablando con su director de campaña (en 2032), Johnson comienza a hablar de cómo la vida cambió drásticamente cuando su padre se hizo famoso por la lucha libre. En un flashback, su joven yo y su familia se enteran por su abuela, promotora de lucha, de que está organizando un torneo de lucha en toda la isla. Sin embargo, uno de los luchadores contratados se echa atrás alegando que su madre está enferma, pero en realidad Greg Yao, otro promotor de lucha, le ofrece más dinero. Rocky Johnson también recibe una oferta de promoción de Yao, pero Rocky teme quedarse atrás en el cambiante negocio. Mientras tanto, Ata, la madre de Johnson, después de ser animada a hacerlo, decide seguir una carrera de cantante en un reality, empezando por cantar en un restaurante. |              |                                      |                 |                               |                           |                 |                      |
| 4 | 4            | «Check Your Head»                    | Jeffrey Walker  | Patrick Kang & Michael Levin  | 16 de marzo de 2021       | 109             | 2,96                 |
| 5 | 5            | «Don't Go Breaking My Heart»         | Daina Reid      | Erik Durbin                   | 23 de marzo de 2021       | 107             | 2,90                 |
| 6 | 6            | «My Day with Andre»                  | Jeffrey Walker  | David Smithyman               | 30 de marzo de 2021       | 103             | 2,58                 |
| 7 | 7            | «Johnson & Hopkins»                  | Jeffrey Walker  | Erik Durbin                   | 6 de abril de 2021        | 110             | 2,63                 |
| 8 | 8            | «My Baby Only Drinks the Good Stuff» | Daina Reid      | Erica Oyama                   | 13 de abril de 2021       | 108             | 2,78                 |
| 9 | 9            | «A Lady Named Star Search»           | Jeffrey Walker  | Cindy Fang                    | 20 de abril de 2021       | 104             | 2,64                 |
| 10 | 10           | «Good vs. Great»                     | Jeffrey Walker  | Erica Oyama                   | 27 de abril de 2021       | 111             | 2,40                 |
| 11 | 11           | «Election Day»                       | Jeffrey Walker  | Jeff Chiang & Nahnatchka Khan | 4 de mayo de 2021         | 105             | 2,36                 |

### Especial (2021)
| N.º | Título              | Dirigido por    | Escrito por  | Fecha de emisión original | Código de prod. | Audiencia (millones) |
| --- | ------------------- | --------------- | ------------ | ------------------------- | --------------- | -------------------- |
| 12  | «A Christmas Peril» | Nahnatchka Khan | Jen D'Angelo | 15 de diciembre de 2021   | 202             | 3,06                 |

### Segunda temporada (2022)
| N.º en serie | N.º en temp. | Título                         | Dirigido por    | Escrito por                                   | Fecha de emisión original | Código de prod. | Audiencia (millones) |
| ------------ | ------------ | ------------------------------ | --------------- | --------------------------------------------- | ------------------------- | --------------- | -------------------- |
| 13           | 1            | «Unprecedented Fatherhood»     | Nahnatchka Khan | Jeff Chiang & Nahnatchka Khan                 | 15 de marzo de 2022       | 201             | 2,55                 |
| 14           | 2            | «Seven Bucks»                  | Jeffrey Walker  | Erik Durbin                                   | 22 de marzo de 2022       | 203             | 2,32                 |
| 15           | 3            | «In Your Blood»                | Jeffrey Walker  | Cindy Fang                                    | 29 de marzo de 2022       | 205             | 2,07                 |
| 16           | 4            | «In the Dark»                  | Cherie Nowlan   | Eric Ziobrowski                               | 5 de abril de 2022        | 208             | 2,02                 |
| 17           | 5            | «What Business?»               | Jeffrey Walker  | Patrick Kang & Michael Levin                  | 12 de abril de 2022       | 204             | 2,30                 |
| 18           | 6            | «Kiss and Release»             | Jeffrey Walker  | David Smithyman                               | 19 de abril de 2022       | 206             | 1,92                 |
| 19           | 7            | «An Understanding»             | Cherie Nowlan   | Jen D'Angelo                                  | 26 de abril de 2022       | 209             | 2,14                 |
| 20           | 8            | «Corpus Christi»               | Jeffrey Walker  | Hiram Garcia & Brian Gewirtz & Dwayne Johnson | 3 de mayo de 2022         | 211             | 2,14                 |
| 21           | 9            | «Backyard Brawl-B-Q»           | Jeffrey Walker  | Laura McCreary                                | 10 de mayo de 2022        | 207             | 1,88                 |
| 22           | 10           | «Rocky's Code»                 | Cherie Nowlan   | Erik Durbin                                   | 17 de mayo de 2022        | 210             | 1,87                 |
| 23           | 11           | «You Gotta Get Down to Get Up» | Jeffrey Walker  | Patrick Kang & Michael Levin                  | 24 de mayo de 2022        | 212             | 2,34                 |
| 24           | 12           | «Let the People Decide»        | Jeffrey Walker  | Cindy Fang & David Smithyman                  | 24 de mayo de 2022        | 213             | 2,36                 |

### Tercera temporada (2022-23)
| N.º en serie | N.º en temp. | Título                          | Dirigido por     | Escrito por                   | Fecha de emisión original | Código de prod. | Audiencia (millones) |
| ------------ | ------------ | ------------------------------- | ---------------- | ----------------------------- | ------------------------- | --------------- | -------------------- |
| 25           | 1            | «The People Need You»           | Nahnatchka Khan  | Jeff Chiang & Nahnatchka Khan | 4 de noviembre de 2022    | 301             | 1,81                 |
| 26           | 2            | «Rocky Sucks»                   | Christine Gernon | Laura McCreary                | 11 de noviembre de 2022   | 302             | 1,43                 |
| 27           | 3            | «On the Ropes»                  | Christine Gernon | David Smithyman               | 18 de noviembre de 2022   | 303             | 1,36                 |
| 28           | 4            | «Night of the Chi-Chi's»        | Chris Koch       | Cindy Fang                    | 2 de diciembre de 2022    | 304             | 1,42                 |
| 29           | 5            | «Five Days»                     | Angela Tortu     | Eric Ziobrowski               | 9 de diciembre de 2022    | 305             | 1,32                 |
| 30           | 6            | «Dwanta Claus»                  | Angela Tortu     | Jen D'Angelo                  | 16 de diciembre de 2022   | 306             | 1,53                 |
| 31           | 7            | «World Pacific Wrestling»       | David Katzenberg | Patrick Kang & Michael Levin  | 6 de enero de 2023        | 307             | 1,31                 |
| 32           | 8            | «Going Heavy»                   | Keith Powell     | Jeff Chlebus & Sara Ghaffar   | 13 de enero de 2023       | 308             | 1,48                 |
| 33           | 9            | «It All Goes Back to Childhood» | Erica Oyama      | David Smithyman               | 20 de enero de 2023       | 309             | 1,46                 |
| 34           | 10           | «Once Upon a Time In...»        | Laura McCreary   | Cindy Fang                    | 3 de febrero de 2023      | 310             | 1,26                 |
| 35           | 11           | «Know Your Role»                | Nahnatchka Khan  | Eric Ziobrowski               | 10 de febrero de 2023     | 311             | 1,36                 |
| 36           | 12           | «Chest to Chest»                | Jeff Chiang      | Patrick Kang & Michael Levin  | 17 de febrero de 2023     | 312             | 1,38                 |
| 37           | 13           | «False Ceilings»                | Numa Perrier     | Erik Durbin                   | 24 de febrero de 2023     | 313             | 1,48                 |

## Producción

### Desarrollo
El 11 de enero de 2020, NBC ordenó la producción directa de la serie titulada Young Rock, una serie de comedia basada en los primeros años de Dwayne Johnson creada por Johnson y Nahnatchka Khan quienes serán los productores ejecutivos junto con Jeff Chiang, Dany Garcia, Jennifer Carreras, Hiram García y Brian Gewirtz con Khan y Chiang escribiendo el piloto. En noviembre de 2020 comenzó la producción de la serie en Australia. El 15 de enero de 2021 se anunció que la serie se estrenará el 16 de febrero de 2021. El 30 de abril de 2021, se anunció que la serie fue renovada para una segunda temporada. El 12 de mayo de 2022, la serie fue renovada para una tercera temporada. La tercera temporada se estrenó el 4 de noviembre de 2022. El 9 de junio de 2023, NBC canceló la serie tras tres temporadas.

### Casting
Se eligieron tres actores diferentes para interpretar a Johnson en tres edades diferentes de su juventud. El 30 de septiembre de 2020, Johnson anunció que Bradley Constant se había unido al elenco interpretando a Johnson de 15 años, Uli Latukefu interpretando a Johnson de 18 a 20 años, Adrian Groulx interpretando a Johnson de 10 años, Stacey Leilua como la madre de Johnson, Ata Johnson, Joseph Lee Anderson como el padre de Johnson, Rocky Johnson, y Ana Tuisila como la abuela de Johnson, Lia Maivia. El 3 de agosto de 2021, se anunció que Matthew Willig había sido promovido al elenco principal para la segunda temporada.

## Lanzamiento

### Marketing
Durante el Desfile del día de Acción de Gracias de Macy's de 2020, se presentó una carroza hinchable en la que aparecía Dwayne Johnson con 20 años, como publicidad para la serie de televisión.

### Distribución
En Latinoamérica, la serie se lanzará el 15 de julio de 2021 en HBO Max.

## Recepción

### Respuesta crítica
El sitio web del agregador de reseñas Rotten Tomatoes reportó una tasa de aprobación del 88%, basándose en 24 reseñas con una calificación media de 7,49/10. El consenso crítico dice: «Anclado por un conjunto encantador, Young Rock es una mirada entrañable detrás de la cortina tanto de la infancia de Dwayne Johnson como del salvaje mundo de la lucha libre». En Metacritic, la temporada una calificación de 67 de 100, basándose en 16 reseñas, indicando «reseñas generalmente favorables».

### Audiencias

#### Temporada 1
| N.º | Título                               | Fecha de emisión      | ÍA (18–49) | Audiencia (millones) | DVR (18–49) | Audiencia DVR (millones) | Total (18–49) | Audiencia total (millones) |
| --- | ------------------------------------ | --------------------- | ---------- | -------------------- | ----------- | ------------------------ | ------------- | -------------------------- |
| 1   | «Working the Gimmick»                | 16 de febrero de 2021 | 1,0        | 5,32                 | 0,4         | 1,38                     | 1,4           | 6,70                       |
| 2   | «On the Road Again»                  | 23 de febrero de 2021 | 0,8        | 3,61                 | 0,3         | 1,07                     | 1,1           | 4,68                       |
| 3   | «Forward, Together»                  | 2 de marzo de 2021    | 0,7        | 3,22                 | 0,3         | 0,96                     | 1,0           | 4,19                       |
| 4   | «Check Your Head»                    | 16 de marzo de 2021   | 0,6        | 2,96                 | —           | —                        | —             | —                          |
| 5   | «Don't Go Breaking My Heart»         | 23 de marzo de 2021   | 0,6        | 2,90                 | —           | —                        | —             | —                          |
| 6   | «My Day With Andre»                  | 30 de marzo de 2021   | 0,6        | 2,58                 | —           | —                        | —             | —                          |
| 7   | «Johnson & Hopkins»                  | 6 de abril de 2021    | 0,5        | 2,63                 | 0,2         | 0,66                     | 0,7           | 3,29                       |
| 8   | «My Baby Only Drinks the Good Stuff» | 13 de abril de 2021   | 0,6        | 2,78                 | 0,2         | 0,67                     | 0,8           | 3,45                       |
| 9   | «A Lady Named Star Search»           | 20 de abril de 2021   | 0,5        | 2,64                 | 0,4         | 1,38                     | 1,4           | 6,70                       |
| 10  | «Good vs. Great»                     | 27 de abril de 2021   | 0,5        | 2,40                 | 0,2         | 0,61                     | 0,7           | 3,00                       |
| 11  | «Election Day»                       | 4 de mayo de 2021     | 0,5        | 2,36                 | 0,2         | 0,56                     | 0,7           | 2,92                       |

#### Especial
| N.º | Título              | Fecha de emisión        | ÍA (18–49) | Audiencia (millones) | DVR (18–49) | Audiencia DVR (millones) | Total (18–49) | Audiencia total (millones) |
| --- | ------------------- | ----------------------- | ---------- | -------------------- | ----------- | ------------------------ | ------------- | -------------------------- |
| 12  | «A Christmas Peril» | 15 de diciembre de 2021 | 0,5        | 3,06                 | —           | —                        | —             | —                          |

#### Temporada 2
| N.º | Título                         | Fecha de emisión    | ÍA (18–49) | Audiencia (millones) | DVR (18–49) | Audiencia DVR (millones) | Total (18–49) | Audiencia total (millones) |
| --- | ------------------------------ | ------------------- | ---------- | -------------------- | ----------- | ------------------------ | ------------- | -------------------------- |
| 1   | «Unprecedented Fatherhood»     | 15 de marzo de 2022 | 0,4        | 2,55                 | —           | —                        | —             | —                          |
| 2   | «Seven Bucks»                  | 22 de marzo de 2022 | 0,4        | 2,32                 | —           | —                        | —             | —                          |
| 3   | «In Your Blood»                | 29 de marzo de 2022 | 0,3        | 2,07                 | —           | —                        | —             | —                          |
| 4   | «In the Dark»                  | 5 de abril de 2022  | 0,3        | 2,02                 | —           | —                        | —             | —                          |
| 5   | «What Business?»               | 12 de abril de 2022 | 0,4        | 2,30                 | —           | —                        | —             | —                          |
| 6   | «Kiss and Release»             | 19 de abril de 2022 | 0,3        | 1,92                 | —           | —                        | —             | —                          |
| 7   | «An Understanding»             | 26 de abril de 2022 | 0,4        | 2,14                 | —           | —                        | —             | —                          |
| 8   | «Corpus Christi»               | 3 de mayo de 2022   | 0,3        | 2,14                 | —           | —                        | —             | —                          |
| 9   | «Backyard Brawl-B-Q»           | 10 de mayo de 2022  | 0,4        | 1,88                 | —           | —                        | —             | —                          |
| 10  | «Rocky's Code»                 | 17 de mayo de 2022  | 0,4        | 1,87                 | —           | —                        | —             | —                          |
| 11  | «You Gotta Get Down to Get Up» | 24 de mayo de 2022  | 0,4        | 2,34                 | —           | —                        | —             | —                          |
| 12  | «Let the People Decide»        | 24 de mayo de 2022  | 0,5        | 2,36                 | —           | —                        | —             | —                          |

#### Temporada 3
| N.º | Título                          | Fecha de emisión        | ÍA (18–49) | Audiencia (millones) | DVR (18–49) | Audiencia DVR (millones) | Total (18–49) | Audiencia total (millones) |
| --- | ------------------------------- | ----------------------- | ---------- | -------------------- | ----------- | ------------------------ | ------------- | -------------------------- |
| 1   | «The People Need You»           | 4 de noviembre de 2022  | 0,3        | 1,81                 | 0,1         | 0,58                     | 0,4           | 2,39                       |
| 2   | «Rocky Sucks»                   | 11 de noviembre de 2022 | 0,2        | 1,43                 | 0,2         | 0,62                     | 0,4           | 2,05                       |
| 3   | «On the Ropes»                  | 18 de noviembre de 2022 | 0,3        | 1,36                 | —           | —                        | —             | —                          |
| 4   | «Night of the Chi-Chi's»        | 2 de diciembre de 2022  | 0,3        | 1,42                 | —           | —                        | —             | —                          |
| 5   | «Five Days»                     | 9 de diciembre de 2022  | 0,3        | 1,32                 | —           | —                        | —             | —                          |
| 6   | «Dwanta Claus»                  | 16 de diciembre de 2022 | 0,3        | 1,53                 | —           | —                        | —             | —                          |
| 7   | «World Pacific Wrestling»       | 6 de enero de 2023      | 0,2        | 1,31                 | 0,1         | 0,48                     | 0,4           | 1,79                       |
| 8   | «Going Heavy»                   | 13 de enero de 2023     | 0,3        | 1,48                 | 0,2         | 0,55                     | 0,4           | 2,03                       |
| 9   | «It All Goes Back to Childhood» | 20 de enero de 2023     | 0,3        | 1,46                 | 0,1         | 0,50                     | 0,4           | 1,95                       |
| 10  | «Once Upon a Time In...»        | 3 de febrero de 2023    | 0,2        | 1,26                 | —           | —                        | —             | —                          |
| 11  | «Know Your Role»                | 10 de febrero de 2023   | 0,2        | 1,36                 | —           | —                        | —             | —                          |
| 12  | «Chest to Chest»                | 17 de febrero de 2023   | 0,2        | 1,38                 | —           | —                        | —             | —                          |
| 13  | «False Ceilings»                | 24 de febrero de 2023   | 0,3        | 1,48                 | —           | —                        | —             | —                          |